# Guggenhausen
Guggenhausen è un comune tedesco di 200 abitanti, situato nel land del Baden-Württemberg.